# Scott Rennie
Scott Rennie (* 31. März 1972 in Bucksburn, Aberdeen) ist ein schottischer presbyterianischer Geistlicher der Church of Scotland.

## Leben
Rennie studierte Geografie und christliche Theologie an der University of Aberdeen, am Theologischen Union Seminar in New York City sowie am Theologischen Seminar Pittsburgh. Am 4. November 1999 wurde Rennie zum presbyterianischen Pfarrer ordiniert. Vom 4. November 1999 bis 2. Juli 2009 war Rennie presbyterianischer Geistlicher in der Kirchengemeinde Brechin Cathedral in Brechin. Gegenwärtig ist Rennie Geistlicher in der Kirchengemeinde Queen's Cross Church in Aberdeen. Rennie war mit Ruth Rennie verheiratet, mit der er eine Tochter hat. Nach seiner Scheidung lebt er gegenwärtig mit dem schottischen Lehrer David Smith zusammen. Rennie gab 2009 seine Beziehung zu Smith in seiner Kirchengemeinde bekannt. Eine innerkirchliche Debatte über die Zulassung offen homosexuell lebender Geistlicher in der Church of Scotland begann daraufhin. 2009 bestätigte die Generalsynode der Church of Scotland, die Zulassung offen homosexueller Geistlicher in ihrer Kirche.

## Auszeichnungen (Auswahl)
2009 erhielt Rennie den britischen Stonewall Award.